# 波号第二百八潜水艦
波号第二百八潜水艦（はごうだいにひゃくはちせんすいかん）は、日本海軍の潜水艦。波二百一型潜水艦の8番艦。太平洋戦争末期に竣工したが外海に出撃することなく、戦後に海没処分された。

## 艦歴
マル戦計画の潜水艦小、第4911号艦型の8番艦、仮称艦名第4918号艦として計画。
1945年5月1日、波号第二百八潜水艦と命名されて波二百一型潜水艦の8番艦に定められ、本籍を佐世保鎮守府と仮定し、佐世保海軍工廠で起工。26日、波号第207潜水艦と同時に進水し、本籍を佐世保鎮守府に定められる。6月12日、艤装員事務所を佐世保海軍工廠内に設置し事務を開始。
8月4日、波号第209潜水艦と同日に竣工。竣工後、第六艦隊第五十二潜水隊に編入。終戦時は内海西部に所在。11月30日、海軍省の廃止に伴い除籍。
1946年4月1日、五島列島沖でアメリカ海軍により海没処分された。

## 潜水艦長
艤装員長
1. 兼築光壽 大尉：1945年6月15日 - 1945年8月4日

潜水艦長
1. 兼築光壽 大尉：1945年8月4日 - 1945年11月25日